# Yamamoto Tsunetomo

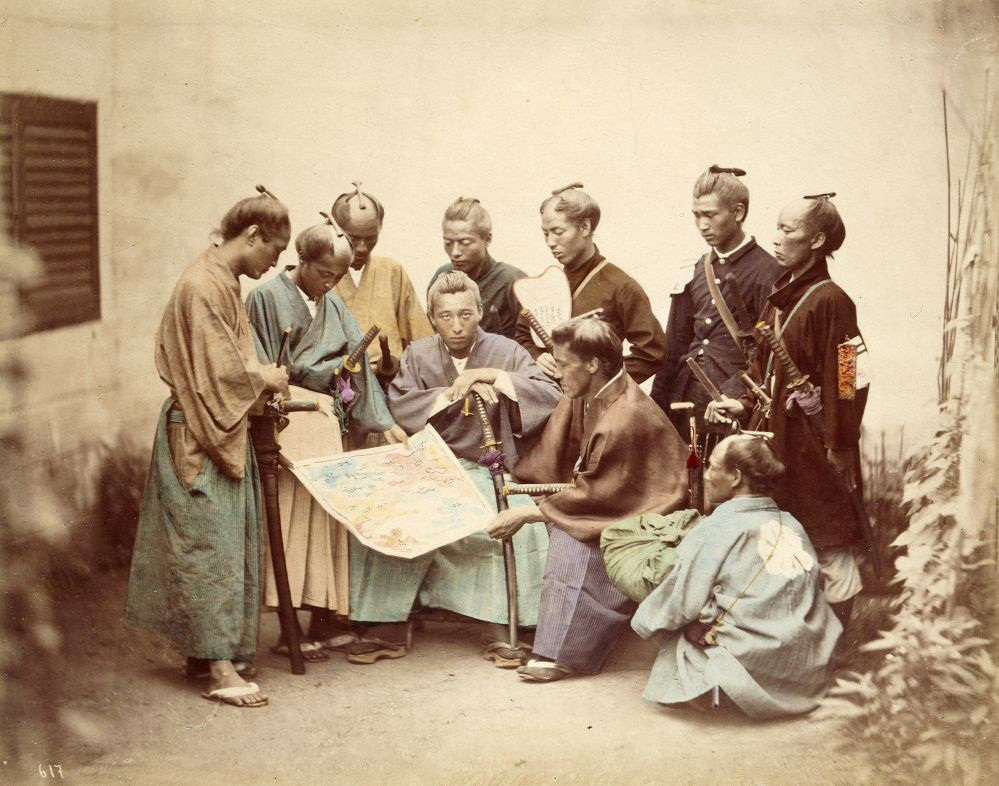
Samurais em preparação para o combate.

Yamamoto Tsunetomo, em japonês 山本常朝 Yamamoto Tsunetomo, (Saga, 11 de Junho de 1659 — 30 de novembro de 1719) foi um samurai, monge budista e filósofo japonês. Os seus comentários sobre o Bushido foram compilados no Hagakure, um guia espiritual para os antigos samurais, considerado atualmente um dos mais importantes escritos sobre o pensamento nipônico da antiguidade.

## Vida
Tsunetomo nasceu em Katatae, próximo ao Castelo Nabeshima na província de Hizen (atual cidade de Saga no Japão). Entrou para o serviço do senhor feudal Mitsushige Nabeshima com apenas nove anos de idade e durante os trinta anos seguintes serviu com zelo e lealdade ao seu senhor e ao seu clã. Quando Nabeshima morreu em 1700, Tsunetomo foi impedido de acompanhá-lo na morte cometendo o suicídio ritual, como era de costume à época entre os samurais em virtude de um decreto do Xogum Tokugawa. Tsunetomo, após alguns desentendimentos com o sucessor de Nabeshima, decidiu retirar-se do mundo e tornar-se monge budista em um retiro nas montanhas, adotando o nome de Jocho Kyokuzan. 

Dez anos depois, o  monge recebeu a visita do samurai Tsuramoto Motazaemon Tashiro, que compilou os comentários de Kyokuzan sobre o Bushido em onze volumes, contendo aproximadamente 1.300 aforismos.

## Hagakure

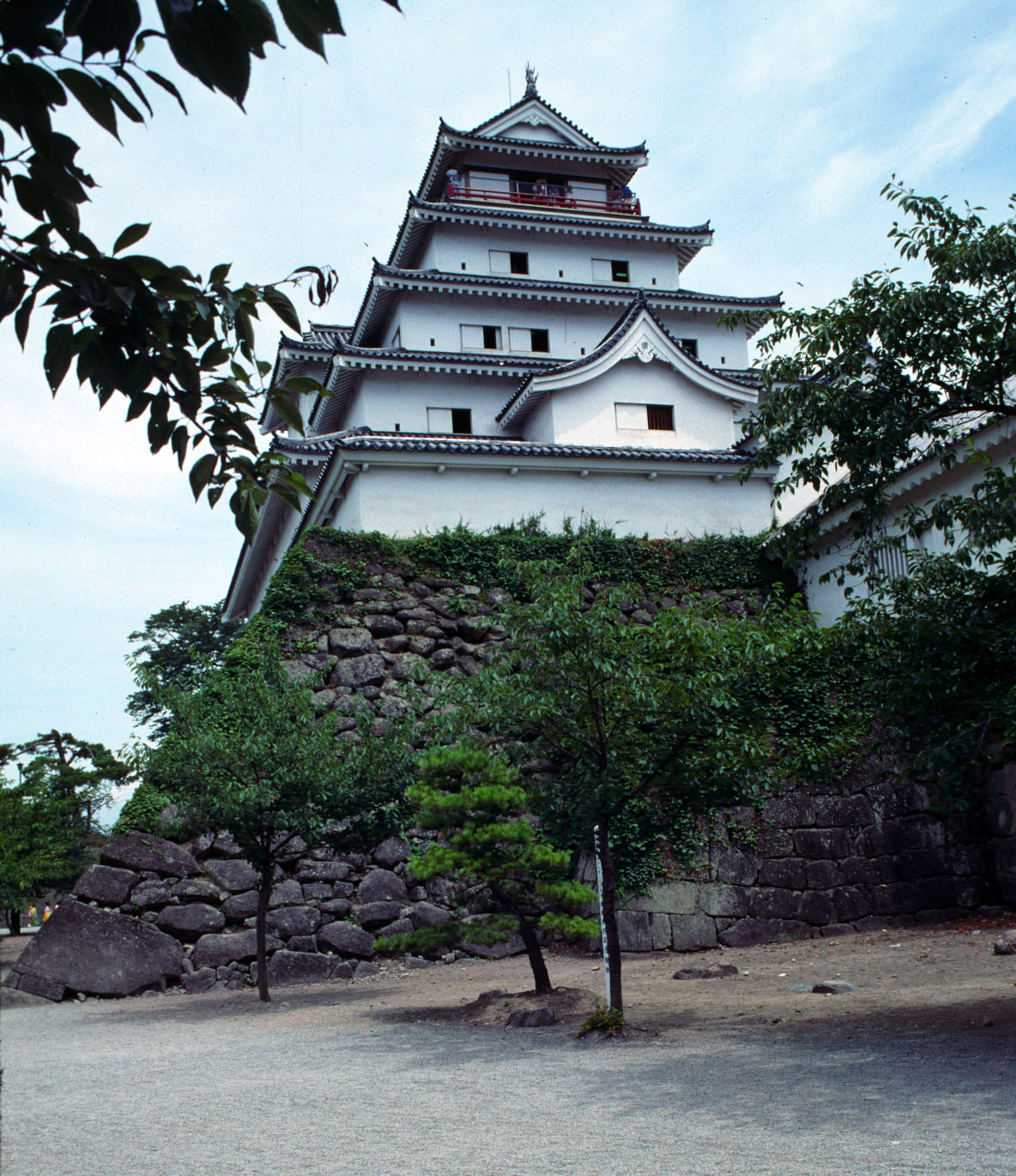
Castelo feudal japonês de Aizu Wakamatsu Tsuruga.

A palavra japonesa Hagakure significa "oculto nas folhas", formada pelos radicais ha ("folhas") e kure (do verbo kakureru, "ocultar, esconder"). Também pode ser traduzida como "na sombra das folhas". O Hagakure assegura que o Bushido é na realidade um caminho para a morte com honra, que o samurai deve estar preparado para enfrentar a morte a qualquer momento a fim de bem servir ao seu senhor. 

Após ter sido compilado por Tsuramoto Tashiro, a obra ficou em uma relativa obscuridade, tendo sido amplamente divuldada no Japão somente no início do século XX e durante a Segunda Grande Guerra Mundial.

## Curiosidades
- Na Segunda Guerra Mundial, os pilotos japoneses kamikaze levavam consigo um exemplar do Hagakure em suas missões.
- O Hagakure também é conhecido como os Analectos de Nabeshima.
- Os originais do Hagakure estão desaparecidos há muito tempo.

## Ligações externas

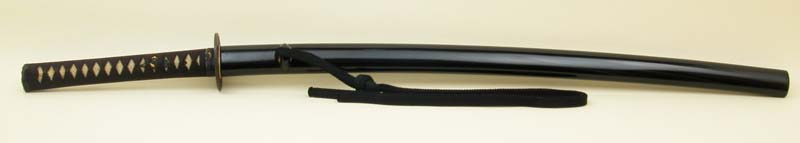
Katana, a espada e alma dos samurais.